# Get Together
Get Together is een single van Madonna, die in Nederland op 9 juni 2006 is uitgebracht. Het is de derde single van haar album Confessions on a Dance Floor. Het dancenummer komt uit op het moment dat de zangeres met haar Confessions Tour in de Verenigde Staten is begonnen.

## Achtergrondinformatie
In maart 2006 maakt platenmaatschappij Warner Bros. Records bekend dat Get Together de derde single van het album zal worden. Veel fans hadden verwacht en gehoopt dat Jump de derde single zou worden, ook omdat op een sticker op het album Jump vermeld staat als derde single, na Hung Up en Sorry. Eind 2006 verschijnt Jump alsnog op single.
De videoclip van Get Together beleeft op 14 juni zijn première op de Amerikaanse website VH1.com. Er zijn twee versies van de video, een voor het internet en een voor televisie. Beide video's laten een geanimeerde versie van Madonna zien tijdens haar optreden in de Londense Koko Club.
In Nederland verschijnt een gewone versie en een maxi-single met drie nummers. Beide singles bevatten geen andere albumtrack dan Get Together. De Amerikaanse maxi-single met zes nummers bevat naast vijf versies van Get Together ook de albumtrack I Love New York. Net als bij de vorige twee singles werd de Amerikaanse maxi-single door de Free Record Shop naar Nederland geïmporteerd. Deze was pas op 16 juni verkrijgbaar. Dat betekent dat er drie verschillende singles van Get together verkrijgbaar zijn in Nederland. Ook zijn er een 12" single en een picture disc verschenen.

## Singles
Cd-single/vinylsingle
1. "Get Together" (Radio edit)
2. "Get Together" (Jacques Lu Cont remix edit)

Maxi-cd-single
1. "Get Together" (Radio edit)
2. "Get Together" (Jacques Lu Cont remix edit)
3. "Get Together" (Tiefschwarz remix)

Amerikaanse Maxi-cd-single
1. "Get Together" (Albumversie)
2. "Get Together" (Jacques Lu Cont remix edit)
3. "Get Together" (Danny Howells & Dick Trevor Kinky Funk mix)
4. "Get Together" (Tiefschwarz remix)
5. "Get Together" (James Holden remix)
6. "I Love New York" (Thin White Duke remix)

## Trivia
- Get Together werd in week 21 Dancesmash op Radio 538, terwijl het nummer niet lang daarvoor nog nipt was gekraakt door de luisteraars van het programma Barry Paf. De dj's zagen er dus wél een hit in. De laatste keer dat een single van Madonna de Dancesmash was, was in 2002 met Die Another Day, die later ook nog Alarmschijf werd. Wat ook opvallend is, is dat Madonna's vorige single, Sorry, in tegenstelling tot deze, niet Dancesmash maar Alarmschijf werd.